# Bonnie St. Claire
Bonje Cornelia Swart, nota anche con lo pseudonimo di Bonnie St.Claire (Rozenburg, 18 novembre 1949), è una cantante olandese, in attività dalla seconda metà degli anni sessanta, e annoverata tra le tre cantanti più popolari del suo Paese.
Ex-componente del gruppo Unit Gloria (dal 1972 al 1976), tra i suoi singoli di maggiore successo, figurano Bonnie kom je buiten spelen, Cassandra, Clap Your Hands and Stamp Your Feet (con gli Unit Gloria), Dokter Bernhard, Pierrot, Zeven jaren, Zoals vrienden doen, ecc. e annoverata tra le tre cantanti più popolari del suo Paese.

## Biografia

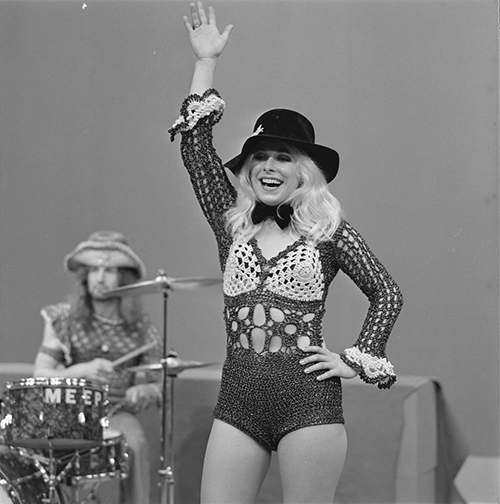
Bonnie St. Claire nel 1974

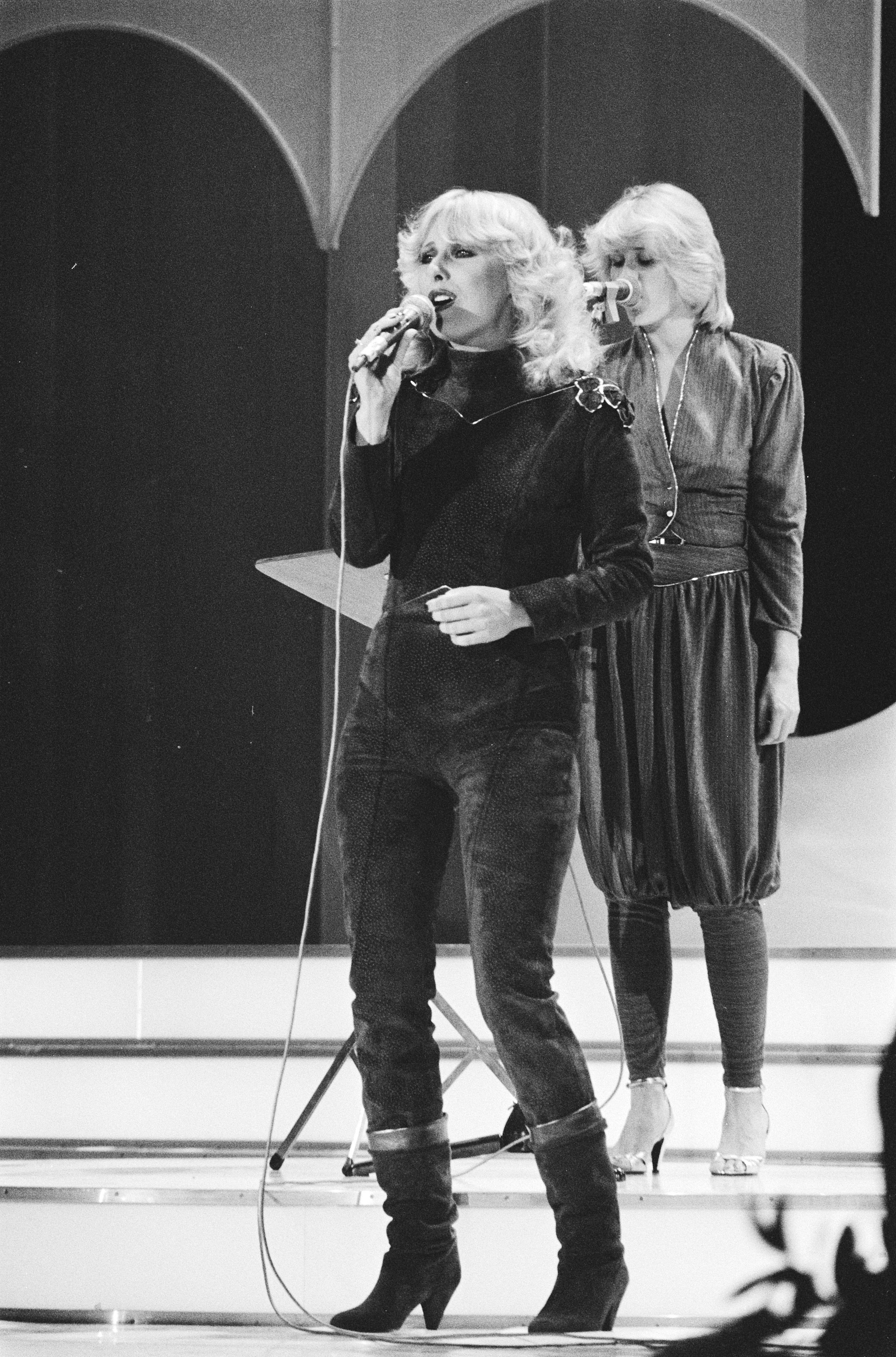
Bonnie St. Claire al Nationaal Songfestival di Scheveningen del 1982

Bonje Cornelia Swart, in seguito nota con il nome d'arte Bonnie St. Claire, nasce a Rozenburg, in Olanda Meridionale, il 18 novembre 1949.
All'età di 17 anni, viene scoperta dal produttore Peter Koelewijn, che le fa firmare un contratto discografico e incidere il suo primo singolo, intitolato Tame Me Tiger, pubblicato nel 1967. L'anno seguente, incide un altro singolo, Purt Drive/Let Me Come Home Mama, che ottiene un discreto successo.
Nel 1972, diventa la cantante del gruppo Unit Gloria (dopo l'abbandono del cantante Robert Long), con il quale incide il singolo Clap Your Hands and Stamp Your Feet, che arriva al terzo posto nelle classifiche dei Paesi Bassi e che ottiene un buon successo anche in Germania e in Scandinavia.
Quattro anni dopo, abbandona il gruppo per intraprendere la carriera da solista. Nello stesso anno, incide assieme Ron Brandsteder un altro singolo di successo, Dokter Bernhard.
Nel dicembre 1978 sposa il chitarrista degli Unit Gloria Albert Hol. In quel periodo, termina anche la collaborazione con il produttore Peter Koelewijn.
Negli anni ottanta, incide in duetto con Jose Hoebee i singoli Cassandra e Zoals vrienden doen.
Nel 1991, incide in duetto con Gerard Joling il singolo Morgen wordt alles anders, che ottiene un gran successo. Di questo brano i due cantanti incideranno una nuova versione nel 2007 dopo la partecipazione della St. Claire come ospite in un concerto da tutto esaurito del collega: questa nuova versione raggiunge il secondo posto delle classifiche.

## Discografia parziale

### Da solista

#### Album
- 1973: The Best of Bonnie
- 1976: Dokter Bernard en 11 andere grote successen van Bonnie St. Claire
- 1983: Sla je arm om me heen
- 1985: Bonnie St. Claire
- 1985: Bonnie & José - Herinnering
- 1991: Alles wat ik wil
- 1993: Jij bent niet alleen
- 1994: De allerbeste gouw van
- 1997: The Singles
- 2003: Hou van mij
- 2004: Mega piratenfestijn Nieuwleusen 4

### Con gli Unit Gloria

#### Album
- 1973: Clap Your Hands and Stamp Your Feet
- 1974: The Rock Goes On: The Best of Bonnie St. Claire and Unit Gloria

#### Singoli
- 1973: Clap Your Hands and Stamp Your Feet